# Myrstacktjärnen
Myrstacktjärnen är en sjö i Sorsele kommun i Lappland och ingår i Umeälvens huvudavrinningsområde. Myrstacktjärnen ligger i Lässejaure Natura 2000-område. Sjöns area är 0,043 kvadratkilometer och den befinner sig 420 meter över havet.